# 가이세키

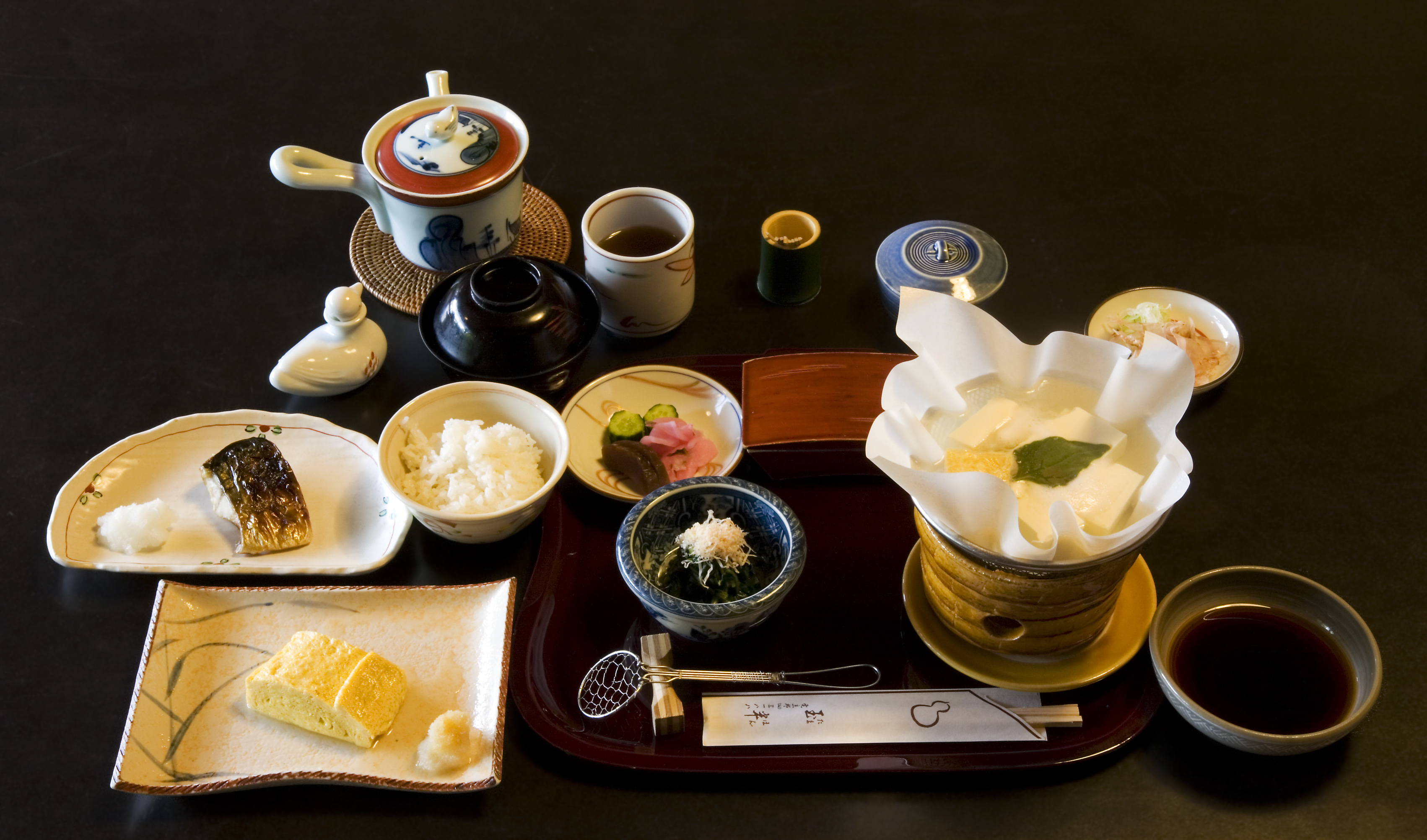
교토 다마한 료칸의 가이세키 정식

가이세키(일본어: 懐石)는 일본 요리의 한 종류로, 본래 다도에서 다과회를 할 때 주최자가 손님에게 융성하게 대접하는 요리이다. 회석(懐石)이라는 이름은 선종 사찰에서 유래한 관습에서 그 이름을 따왔다. 가이세키를 도시락 형태로 만든 것을 텐신(일본어: 点心)이라고 한다.

## 역사
가이세키는 본래 다도에서 제공되는 식사로, 공식적인 다도 행사에서 엷은 차(薄茶)와 진한 차(濃茶)를 마시기 전에 제공되는 요리이다. 센노 리큐 시대의 다회 기록에서는 이러한 다도 식사를 같은 식으로 읽는 가이세키(会席) 또는 후루마이(振る舞い)라고 기록하여, 이들이 오늘날의 가이세키와 같은 기원을 가졌음을 보여준다. 에도 시대에 이르러 다도가 이론화되면서, 선종의 개념인 온석(温石)과 뜻이 통하는 회석(懐石)이라는 글자가 사용되기 시작했다. 여기서 온석은 겨울철에 뱀사암, 경석 등을 가열하거나 따뜻하게 데운 곤약 등을 천으로 감싸 품속에 넣어 몸을 데우는 용구를 의미한다.
가이세키이 요리와 결합된 배경에는 여러 설이 있다. 첫 번째는 수행 중인 선승이 추위와 공복을 견디기 위해 온석을 품에 넣었던 것에서 유래되었다는 설이다. 손님을 대접하고 싶지만 음식이 없어, 허기를 달래는 의미로 데운 돌을 손님에게 건네 품속에 넣도록 했다는 이야기도 있다. 또 다른 설로는 노자의 『도덕경(道德経)』 하편에 등장하는 '피갈회옥(被褐懐玉)'의 '옥(玉)'을 돌로 대체한 것에서 유래되었다는 설명도 있다.
덴쇼 연간에는 사카이(堺)의 상인들 사이에서 와비차(わび茶)라는 문화가 형성되었으며, 그 식사 형태로 일즙삼채(一汁三菜) 또는 일즙이채(一汁二菜)가 정착되었다. 이는 『남방록(南方録)』에서도 강조되어 가이세키는 곧 일즙삼채의 공식이 성립되었다. 에도 시대에는 삼채가 사시미(向付), 찜 요리(煮物椀), 구이 요리(焼き物)로 구성되는 형식이 확립되었다.
이후 요리 기술의 발달과 함께 손님을 대접하는 것은 곧 "손이 많이 가는 요리"를 의미하게 되었으며, 현재의 다도 및 요정(料亭) 문화에서 볼 수 있는 형식을 중시한 가이세키 요리가 완성되었다. 한편, 『남방록』 이전에는 가이세키라는 용어가 확인되지 않으며, 이 책에서 처음 등장한 것으로 여겨진다.
현대에 들어서 다도에서 손님을 대접하는 본래의 가이세키(懐石)의 의미는 점차 쇠퇴하였으며, 차를 마시기 전에 공복 상태에서 강한 차를 마시는 것을 피하고, 차를 맛있게 즐길 수 있도록 제공되는 가벼운 식사나 유사한 일본식 코스 요리를 지칭하는 실용적인 의미로 변화하였다. 다도에서 제공되는 전통적인 가이세키를 다른 상황에서 제공되는 가이세키요리와 구별하기 위해, 본래의 다도 목적을 위한 가이세키은 특히 차가이세키(茶懐石)라고 부르기도 한다.

## 두 가이세키의 차이
현대에는 가이세키(懐石)와 가이세키(会席)의 의미가 다르게 사용된다. 이 둘은 발음이 동일하여 혼동되기 쉽지만 완전히 다른 개념이며, 제공되는 목적도 다르다. 전자의 경우 본래 다도의 일환으로, 차를 마시기 전에 제공되는 가벼운 식사로, 술이 제공되기도 하지만 목적은 차를 맛있게 마시기 위한 준비 과정이다. 반면, 후자의 경우는 혼젠 요리(本膳料理)나 가이세키를 변형하여 발전된 것으로, 술을 즐기는 것에 중점을 둔다.
가장 두드러진 차이는 밥과 국을 내는 순서에 있다. 전자의 경우 가이세키에서는 밥과 국이 가장 먼저 제공되지만, 후자의 경우에는 코스의 마지막에 제공된다.

## 가이세키의 순서[5]
다음은 일반적인 정오 가이세키의 흐름이다. 다만, 유파 등에 따라 약간의 차이가 있을 수 있다.

### 밥, 국, 무코즈케(向付)
주인은 밥그릇, 국그릇, 무코즈케를 올린 오시키(折敷, 다리가 없는 쟁반)를 직접 손님에게 전달한다. 손님 기준으로 오시키의 앞쪽 왼쪽에 밥그릇, 오른쪽에 국그릇, 뒤쪽 중앙에 무코즈케를 배치하고, 앞쪽에 리큐바시(利休箸, 양쪽 끝이 가는 삼나무 젓가락)를 놓는다. 젓가락 받침대는 사용하지 않고, 젓가락은 오시키의 가장자리에 걸쳐 놓는다. 밥그릇과 국그릇은 뚜껑이 있는 칠기 그릇을 사용하며, 무코즈케는 보통 도자기 접시를 사용한다. 밥그릇에는 갓 지은 부드러운 밥을 적게 담고, 국그릇에는 미소시루를 적당히 담아낸다. 무코즈케는 일즙삼채(一汁三菜)의 첫 번째 반찬으로, 생선회 등의 요리가 담긴다.
밥은 우라센케(裏千家)에서는 밥을 일자 모양으로 모양을 잡고, 오모테센케(表千家)에서는 둥글게 담는다. 오모테센케에서는 밥을 조금 남겨 나중에 제공되는 유즈케(湯漬け)에 사용한다. 국은 모두 마시고, 무코즈케는 뒤이어 나오는 술과 함께 먹는 것이 예의로 여겨진다.

### 술
손님이 국을 다 마실 즈음, 주인은 술병의 일종인 조시(銚子) 또는 따뜻한 나베 요리인 칸나베(燗鍋)와, 잔을 올린 사카자라이(盃台)를 운반해 손님에게 술을 따른다. 이때 손님은 무코즈케의 요리를 먹기 시작한다. 술은 가이세키에서 세 번 정도 제공된다.

### 니모노(煮物)
첫 번째 술이 제공된 후, 일즙삼채의 두 번째 반찬인 니모노완(煮物椀)이 나온다. 니모노완은 밥그릇과 국그릇보다 약간 큰 뚜껑 달린 그릇을 사용한다. 니모노는 가이세키의 메인 디쉬에 해당하며, 신조(真薯), 후(麩), 유바(湯葉), 채소 등을 보기 좋게 담고, 맑은 국물로 조리한다. 니모노 전후에 밥통(飯次, 하이키)이 나와 손님이 각자의 밥그릇에 밥을 더 담는다. 또한, 주인은 미소시루의 리필을 권하며 미소시루를 담은 통을 다시 가져온다.

### 야키모노(焼物)
야키모노는 일즙삼채의 세 번째 요리에 해당한다. 니모노완(煮物椀)이 각 손님에게 개별적으로 제공되는 것과 달리, 야키모노는 큰 그릇에 담긴 요리(예: 생선구이)를 손님들 사이에서 돌려 나누어 먹는다. 이를 위해 아오다케(青竹) 또는 시로다케(白竹)로 만든, 중간 부분에 마디가 있는 젓가락(사이바시)을 사용한다. 손님은 큰 그릇에서 각자 먹을 분량을 젓가락으로 덜어, 무코즈케(向付)나 니모노완의 뚜껑에 담는다.
야키모노는 때때로 주바코(重箱)에 담겨 제공되기도 하며, 이 경우 주바코의 아래 칸에는 야키모노, 위 칸에는 장아찌와 유사한 야채절임인 코노모노(香の物)가 담긴다. 이 과정에서 두 번째 밥통(飯次)이 나오며 미소시루의 리필도 두 번째로 권하지만, 손님이 이를 거절하는 것이 일반적이다. 또한, 니모노나 야키모노 후에 주인이 다시 조시(銚子)를 들고 나와 두 번째 술을 권하는데 이때 술은 손님들끼리 서로 따르는 방식으로 진행된다.

### 아즈케바치(預け鉢)
현대의 가이세키에서는 일즙삼채 외에 추가 요리로 "아즈케바치"나 "스스메바치(進め鉢)"라 불리는 조림 요리가 제공되는 것이 일반적이다. 이는 야키모노와 마찬가지로 큰 그릇에 담겨 손님이 나누어 먹는다. 유파에 따라 "시아가나(強肴)"라 부르기도 한다.

### 스이모노(吸物)
손님은 빈 그릇과 조시 등을 주방 입구로 돌려보낸다. 주인은 때를 맞춰 마지막으로 스이모노완(吸物椀)을 운반한다. 스이모노는 식사의 마지막을 장식하는 가벼운 국물 요리로, 맛은 매우 담백하며 "하시오라이(箸洗い)" 또는 "스스기지루(すすぎ汁)"라고도 불린다.

### 핫슨(八寸)

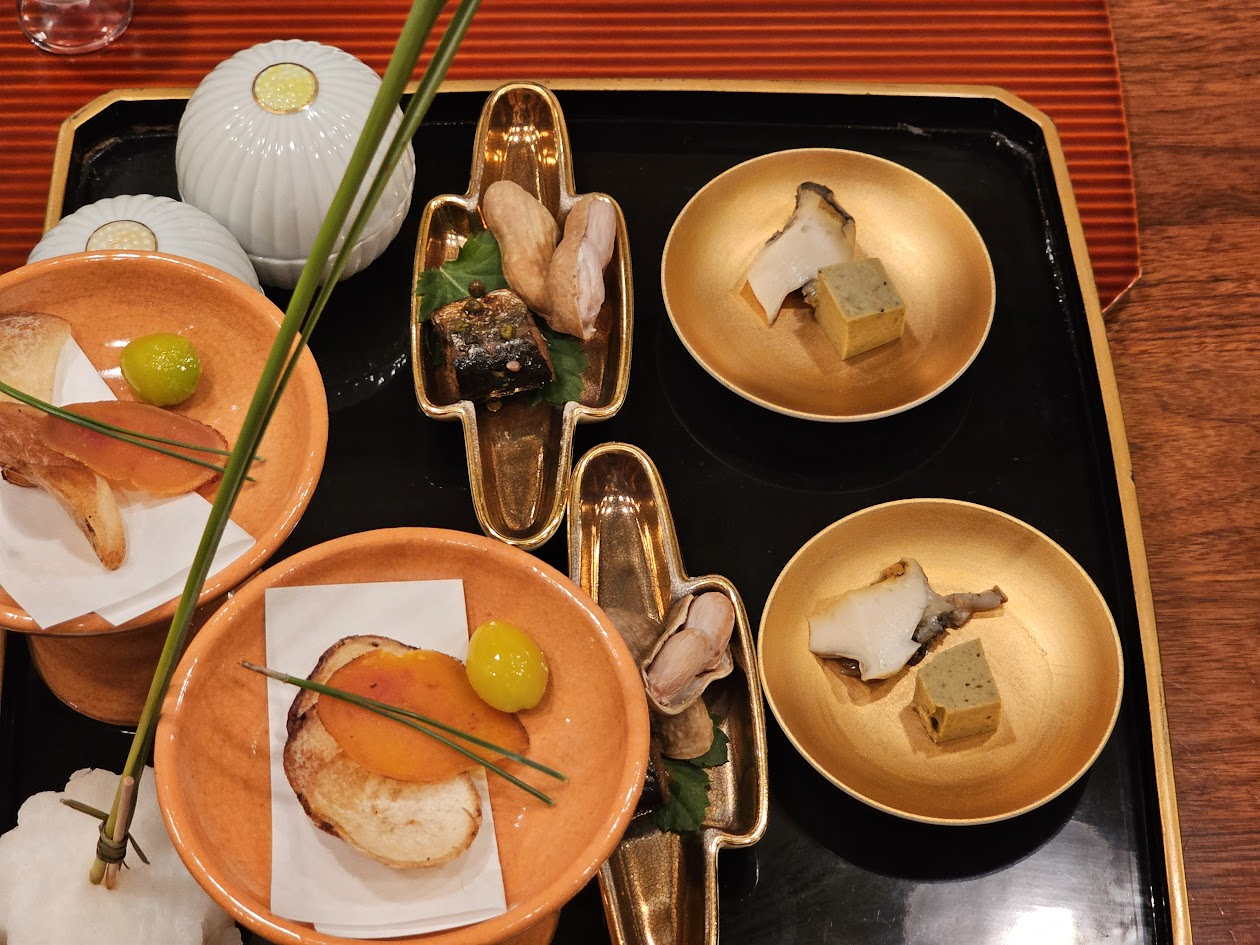
료칸에서 가이세키의 일부로 제공된 핫슨.

핫슨은 약 25cm 크기의 네모난 삼나무 쟁반을 의미한다. 이 쟁반에 술안주로 제공되는 진미 두세 가지를 보기 좋게 담아낸다. 두 가지일 경우, 한 가지는 해산물, 다른 한 가지는 산에서 나는 식재료로 구성하여 변화를 주는 것이 일반적이다.
주인은 정객(正客, 주요 손님)의 잔에 술을 따르고, 핫슨에 담긴 안주를 정객의 스이모노완(吸物椀) 뚜껑에 담아낸다. 이 과정에서는 양 끝이 가늘게 제작된 젓가락을 사용하며, 각각의 끝은 술안주의 종류에 따라 구분하여 사용한다. 술과 안주가 말객(末客, 마지막 손님)까지 전달되면, 주인은 다시 정객의 자리로 가서 "오나가레오(お流れを)"라고 말하며 자신도 잔을 청한다.
이후 주인과 손님들은 하나의 잔으로 술을 돌려 마시는 의식을 행한다. 이때 주인은 정객의 잔을 빌려 사용하는 것이 관례이다. 정객은 자신의 잔을 가이시(懐紙)로 닦아 주인에게 건네고, 주인은 그 잔에 다음 손님이 술을 따르도록 한다. 이후 같은 잔이 다음 손님에게 건네지고, 주인이 그 손님에게 술을 따른다. 이러한 방식으로 잔이 정객에서 주인, 주인에서 다음 손님, 다음 손님에서 주인으로 돌아가며 순환하므로, 이를 "치도리의 잔(千鳥の盃)"이라 부른다.
만약 손님 중에 술을 잘 마시는 이가 있다면, "시아가나(強肴)"라 불리는 진미가 추가로 제공될 수 있다. 시아가나는 "아즈케바치(預け鉢)"의 전후에 나오는 경우가 있으며, 유파에 따라 아즈케바치 자체를 시아가나로 부르기도 한다.

### 탕과 코노모노(湯と香の物)
마지막으로, 탕(湯)과 코노모노(香の物)가 제공된다. 손님은 남겨둔 밥과 함께 차로 우려낸 유즈케를 마신 후, 그릇을 정리해 주인에게 반환한다. 이 과정은 선종의 식사 예법에서 유래되었다.

### 과자(菓子)
식사 후에는 과자가 제공된다. 과자는 후치다카(縁高)라 불리는 주바코에 담겨 나오며, 나무로 만든 이쑤시개가 함께 제공된다. 과자는 손님이 각자 종이에 덜어 이쑤시개를 사용해 먹는다.

## 갤러리

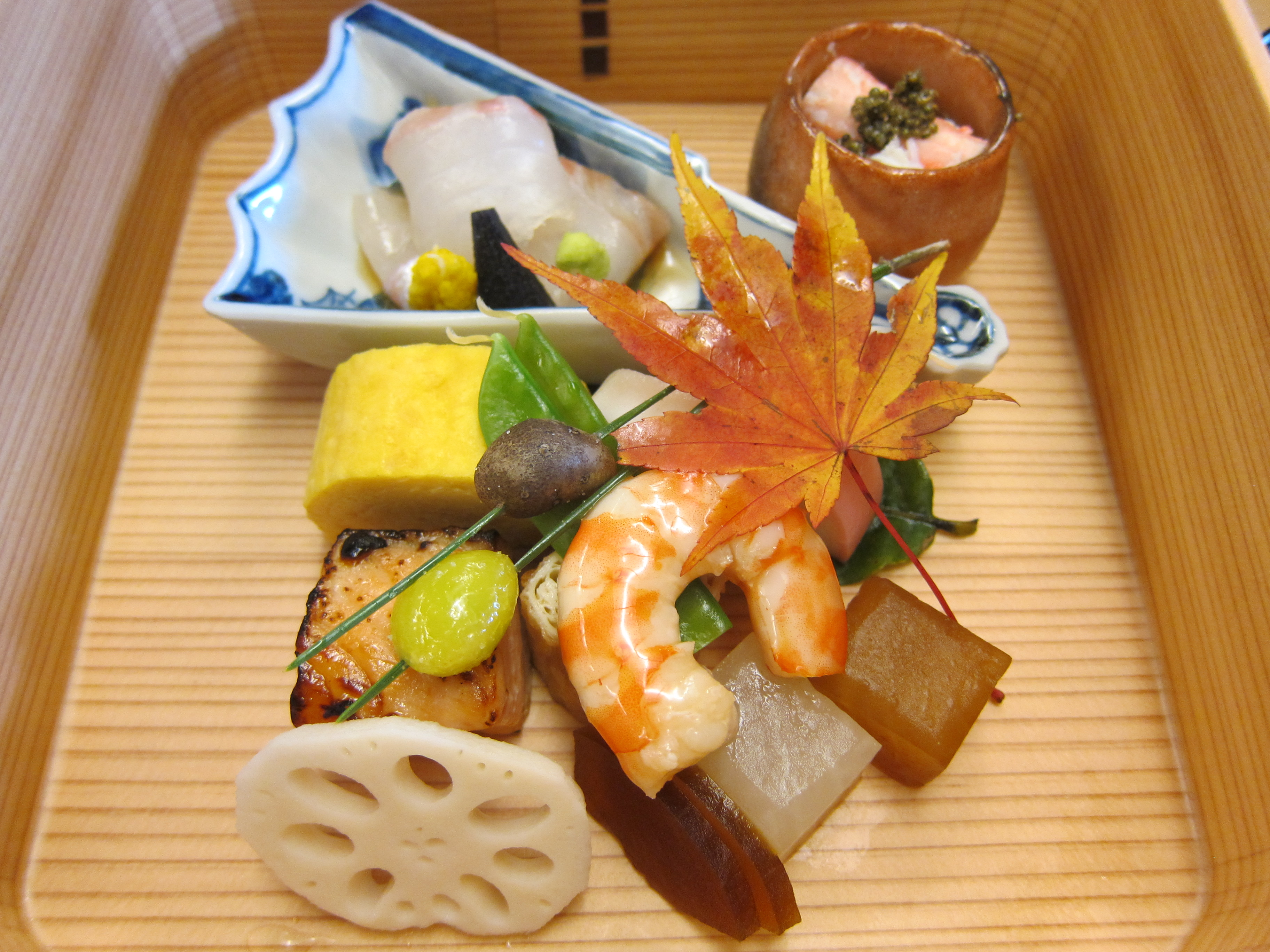
일식재 본래의 아름다움을 살려 일본의 순이나 계절감을 표현한다.
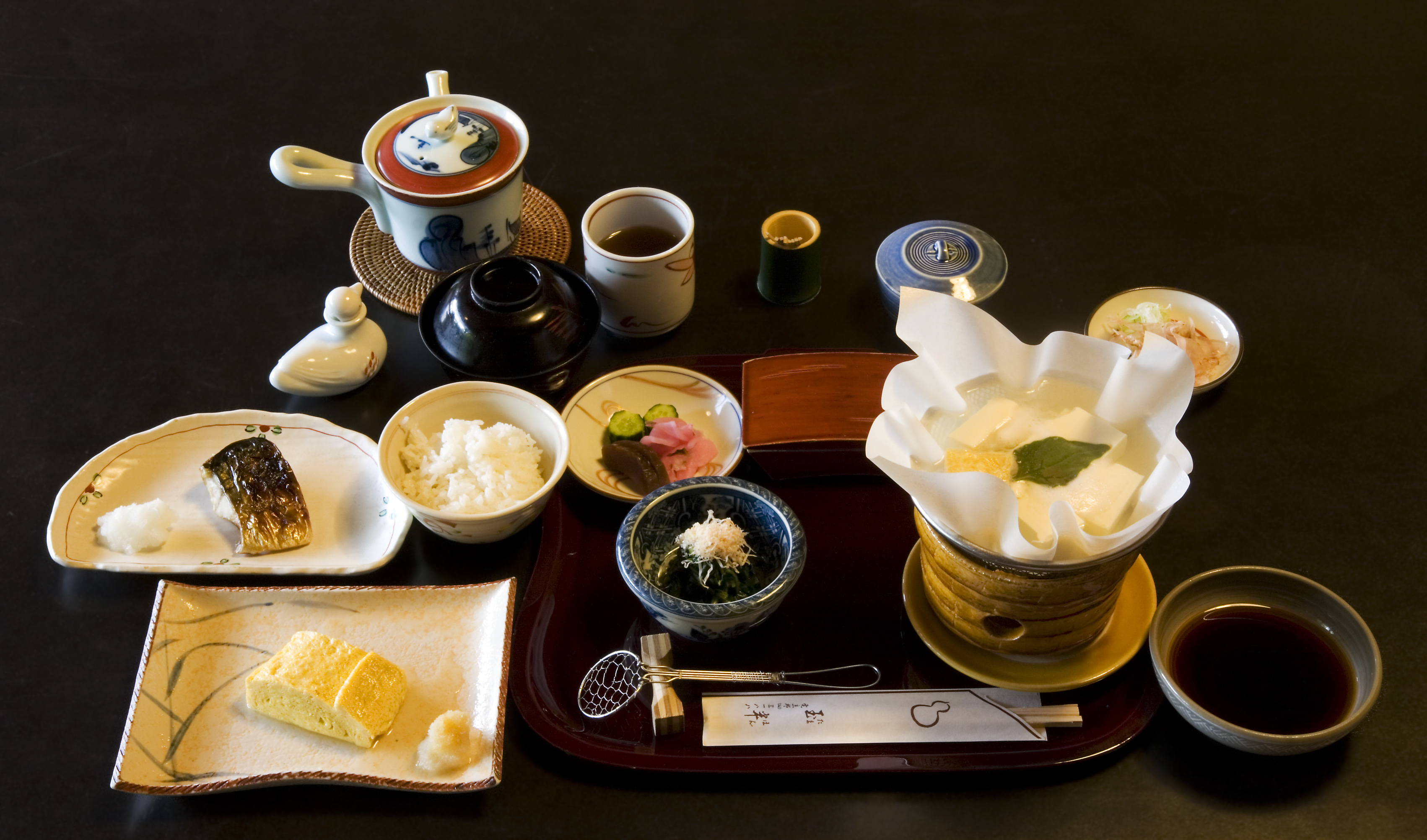
교토의 여관에서 제공되는 얇은 조식 세트.

## 같이 보기
- 혼젠 요리
- 사찰음식

## 참고 문헌
- 堀内宗心 (2000). 《表千家の茶懐石》. 世界文化社. ISBN 978-4418003013.
- NHK美の壺製作班編『NHK美の壺 懐石』日本放送出版協会、2009
- 井関宗脩「懐石の由来と変遷」NHK美の壺製作班編『NHK美の壺 懐石』日本放送出版協会、2009
- 千宗左『決定版 はじめての茶の湯』、主婦の友社、2009、pp.199 - 205
- 堀内宗心監修『炉の正午の茶事と夜咄（表千家流）』（お茶のおけいこ19）、世界文化社、2004、pp.32 - 63
- 阿部宗正監修『裏千家茶道 正午の茶事』（お茶のおけいこ38）、世界文化社、2007、pp.34  - 63
- 千澄子『やさしい懐石料理 炉編』（ビジュアル版お茶人の友1）、世界文化社、2005